# Le Club des Chefs des Chefs
Le Club des Chefs des Chefs (CCC) è un club che porta ogni anno insieme gli chef di capi di stato per incontrarsi e discutere il loro lavoro ed è stata fondata da Gilles Bragard, nel 1977.

## Membri attuali
- Neil Dhawan, Chef del Primo Ministro del Canada
- Lin Yong & Liu Wei, Chef della Grande Sala del Popolo della Cina
- Martin Kristoffersen, Chef di Sua Maestà la Regina di Danimarca
- Taigo Lepik, Chef della Repubblica d'Estonia
- Isto Tahvanainen, Chef della Repubblica di Finlandia
- Guillaume Gomez, Chef della Repubblica di Francia
- Maurice Alexis, Chef del Presidente del Gabon
- Ulrich Kerz, Chef del Cancelliere della Germania
- Mark Flanagan (Vicepresidente del C.C.C.), Chef di Sua Maestà la Regina del Regno Unito
- Montu Saini, Chef della Repubblica d'India
- Ingimar Ingimarsson, Chef del Presidente d'Islanda
- Rosaleen Mc Bride, Chef del Presidente d'Irlanda
- Fabrizio Boca, Chef del Presidente della Repubblica Italiana
- Franck Panier, Chef di Sua Altezza il Granduca di Lussemburgo
- Christian Garcia (Presidente del C.C.C.), Chef di Sua Altezza il Principe Alberto II di Monaco
- Gregor Rzeszotarski, Chef della Repubblica di Polonia
- Hilton Little, Chef del Presidente della Repubblica di Sudafrica
- Jose Roca, Chef del Primo Ministro di Spagna
- Magnus Åke Rehbäck, Chef di Sua Maestà il Re di Svezia
- Gregor Zimmermann, Chef responsabile dei ricevimenti ufficiali della Confederazione Svizzera
- Cristeta Comerford, Chef del Presidente degli Stati Uniti d'America

## Ex membri
- Machindra Kasture, Chef del Presidente dell'India (2007-2015)
- Bernard Vaussion, Chef del Presidente di Francia (1974-2013)
- Henry Haller, Chef del Presidente degli Stati Uniti d'America (1966-1987)